# Manmaru the Ninja Penguin
Ninpen Manmaru (忍ペンまん丸?  lit. "Manmaru the Ninja Penguin") es un manga japonés escrito e ilustrado por Mikio Igarashi. Fue serializado en la revista de Enix Shōnen Gangan desde 1995 hasta 1999. Una adaptación al anime de 48 episodios fue producida por Shin-Ei Animation, dirigida por Tetsuo Yasumi y lanzado en TV Asahi entre el 5 de julio de 1997 y el 28 de marzo de 1998.

## Argumento
Manmaru asiste a la Escuela Ninja Nenga, donde él, junto con zorros y mapaches, es enseñadoo por un Maestro Ninja, que es un oso. De pronto, se ve involucrado en una lucha entre su escuela y otras (Kopa e Iga), así como también se ve tentado por desertores de Nenga, los Dobe.

### Personajes
- Manmaru (まん丸?) {{Voz por Haruna Ikezawa}}
- Tanutaro (タヌ太郎?) {{Voz por Kappei Yamaguchi}}
- Tsunejiro (ツネ次郎?) {{Voz por Tomokazu Seki}}

## Anime

### Banda sonora
El anime usó 2 temas musicales. "What surprised me" (ボクってまんまる Bokutte Manmaru?) por Yumi Adachi es el opening de la serie y "Kagayakeru hoshi" (輝ける星 lit. "Stars Shining"?) por Miho Komatsu es el ending de la serie.

### Personal
- Escrito por: Miki Igarashi Us
- Director en jefe de animación: Sueyoshi Yuuitirou
- Director de arte: Nakamura Takashi
- Director de fotografía: Itou Syuuiti
- Edición: Okayasu Tadashi
- Director de grabación: Good Kobayashi Takashi
- Música: Ootani Akihiro, Norio Ido
- Productor: Kazi Makoto (TV Asahi), Tetsuya Watanabe (Dentsu), Katou Yoshio (SHIN-EI)
- Director: Yasumi Tetsuo
- Entrada: Clear Yamazaki Department, Yasumi Tetsuo, Taeko Okina, Yonemura Shiyouzi, Houzyou Tika, Masaaki Sakurai, Takumi Kusube
- Animación: String Dream House, Dream Tai Company
- Original: Last House, the same Yangurujimu
- Videos: Yangurujimu same
- Revision de video: Hara Yoshi, ORENGE, Kurokawa Shiyouiti
- Diseño de colores: Sanae Matsutani